# 래브라도 해류

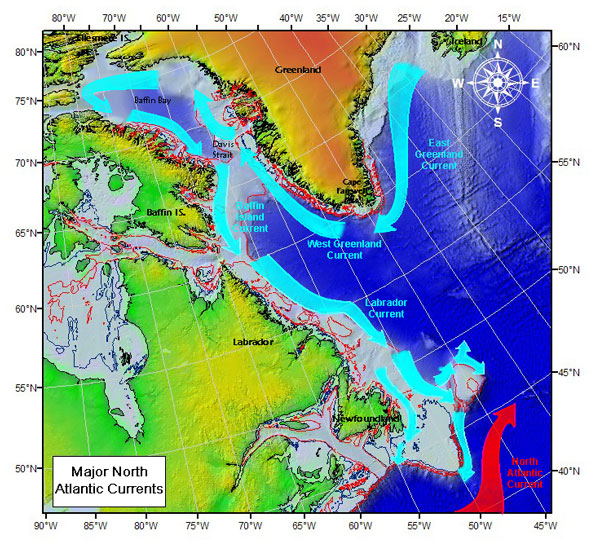
래브라도 해류

래브라도 해류는 북대서양 래브라도해를 남으로 흐르는 한류이다. 서그린란드 해류와 배핀섬 해류를 연장하여 흐른다.
뉴펀들랜드섬 남동쪽의 그랜드뱅크스에서 따뜻한 멕시코 만류와 만나며, 노스캐롤라이나주의 아우터뱅크스까지 흐른다. 이 두 해류가 섞이면서 심한 안개를 만들어내며, 세계적으로 풍부한 어장을 형성한다.
봄과 초여름에, 그린란드의 빙하에서 만들어진 빙산이 해류를 따라 흐르면서 대서양 횡단 항로를 위협한다.